# Velika Ves
Velika Ves falu Horvátországban Krapina-Zagorje megyében. Közigazgatásilag Krapina községhez tartozik.

## Fekvése
Krapina központjától 5 km-re délkeletre, az A2-es autópálya mellett fekszik.

## Története
A falunak 1857-ben 313, 1910-ben 441 lakosa volt. Trianonig Varasd vármegye Krapinai járásához tartozott. 2001-ben a falunak 743 lakosa volt.

## Nevezetességei
A településen átvezető út feletti dombon áll a Kulmer-kastély egyemeletes épülete. Az épületnek négy, egyenlőtlen méretű szárnya van, ezért nem alakult ki a közepén szabályos téglalap alakú udvar. A három szárnyban a külső kerületi falakat a szobák határolják, míg az udvart tornácok keretezik. A déli szárnyban egy kápolna volt, melynek nyomai ma is láthatók. A kastély körül park terült el. 1543-ban a birtok a plébánosé volt, akiről korábban Popovecnek nevezték. 1608-ban F. Sekelj (Székely) tulajdonában volt, később pedig sok tulajdonos váltotta egymást, köztük Keglevich, Patacsich és Orsich családok, akiktől 1890-ben vásárolta meg Ljudevit Kulmer gróf.